# Terpides diadema
Terpides diadema är en dagsländeart som beskrevs av Lugo-ortiz och Mccafferty 1996. Terpides diadema ingår i släktet Terpides och familjen starrdagsländor. Inga underarter finns listade i Catalogue of Life.